# Gallows
Gallows é uma banda de hardcore punk e punk rock da Inglaterra formada em  Watford, condado de Hertfordshire.

## Discografia

### Álbuns de estúdio
- Orchestra of Wolves (2006) (In at the Deep End Records)
- Grey Britain (2009) (Warner Bros.)
- Gallows (2012) (Venn Records)
- Desolation Sounds (2015)

### EP
- Demo (2005)
- Split CD com November Coming Fire (2007) (Thirty Days Of Night Records)
- Death is Birth (2011) (Thirty Days Of Night Records)
- Chains (2014) (Venn Records)
- Bonfire Season (2015)